# (686) Gersuind
(686) Gersuind est un astéroïde de la ceinture principale découvert le 15 août 1909 par l'astronome allemand August Kopff.
Sa désignation provisoire était 1909 HF.